# El chiste y su relación con lo inconsciente
El chiste y su relación con lo inconsciente (en alemán Der Witz und seine Beziehung zum Unbewussten) es una obra de Sigmund Freud de 1905.

## Índice
El libro se organiza en 3 partes con sus respectivos puntos, según la edición de Obras completas de Sigmund Freud:
A. Parte analítica
I. Introducción
II. La técnica del chiste
III. Las tendencias del chiste
B. Parte sintética
IV. El mecanismo de placer y la psicogénesis del chiste
V. Los motivos del chiste. El chiste como proceso social
C. Parte teórica
VI. El vínculo del chiste con el sueño y lo inconsciente
VII. El chiste y las variedades de lo cómico

## Contenido
Con ocasión de la publicación de La interpretación de los sueños en 1899, Freud tratará de dar cuenta una queja de Wilhelm Fliess sobre la presencia en los sueños de lo que semejan ser chistes. Tan pronto comenzó Freud su investigación de los sueños le resultó llamativa la frecuencia con que estructuras similares a las de los chistes aparecían figuradas en ellos o en las asociaciones a que daban lugar.

### Chiste«famillionario»
En este chiste, la técnica consiste en la condensación junto a la formación sustitutiva de una palabra mixta. Este chiste usa como motivo, una palabra que da sentido de comicidad o gracia en el chiste.
El chiste es un caso de un agente de lotería y pedicuro llamado Hirsch-Hyacinth quien habla de su encuentro con el barón Salomón Rothschild:

Y así, verdaderamente, señor doctor, ha querido Dios concederme toda su gracia; tomé asiento junto a Salomón Rothschild y él me trató como a uno de los suyos, por entero famillonarmente

La forma de este chiste habla de la condensación: familiar y "millonar", que se condensan armando una palabra mixta, o formación sustitutiva que es famillionar.

### Chiste de los judíos en el baño

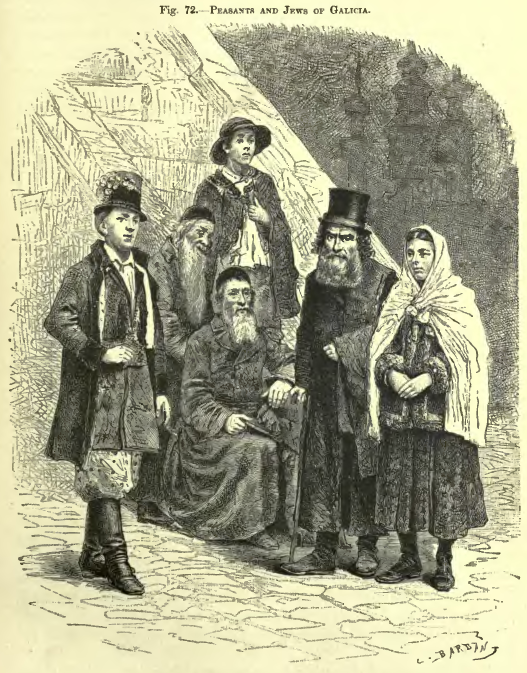
Judíos junto a campesinos de Galitzia a fines de 1880

En este chiste, la técnica consiste en el desplazamiento del acento junto al doble sentido.

Dos judíos se encuentran en las cercanías de la casa de baños. «¿Has tomado un baño?», pregunta uno de ellos. Y el otro le responde preguntándole a su vez: «¿Cómo es eso? ¿Falta alguno?».

El contexto del chiste es la aversión al baño de los judíos de Galitzia y se relaciona con la expresión «tomar un baño», hay una inequívoca dependencia del chiste respecto al texto. El texto de la pregunta, admite el doble sentido de la palabra tomar. Y el chiste se produce porque la respuesta toma un sentido colateral, otra vía, un desvío. Hay un desplazamiento, y el chiste no depende de la palabra tomado, sino de la conexión, el nexo de pensamiento y el doble sentido de la palabra tomado.